# كونراد هيوبرت
كونراد هيوبرت (بالإنجليزية: Conrad Hubert) هو مخترِع أمريكي، ولد في 15 أبريل 1856 في مينسك في روسيا البيضاء، وتوفي في 14 مارس 1928 في كان في فرنسا.

## وصلات خارجية
- كونراد هيوبرت على موقع إن إن دي بي (الإنجليزية)